# Only Girl (In the World)
Only Girl (In the World) je píseň barbadoské popové zpěvačky Rihanny. Píseň se nachází na jejím šestém studiovém albu Loud. Produkce se ujal producent StarGate.

## Video
Video bylo režírované Anthony Mandlerem a mělo premiéru 13. října 2010 na MTV.

## Hitparáda
| Země           | Umístění |
| -------------- | -------- |
| USA            | 1        |
| Kanada         | 1        |
| Austrálie      | 1        |
| Norsko         | 1        |
| Dánsko         | 2        |
| Německo        | 2        |
| Česko          | 5        |
| Evropa         | 1        |
| Slovensko      | 1        |
| Velká Británie | 1        |

| "I Like It" od Enrique Iglesias featuring Pitbull "Just The Way You Are" od Bruno Mars | Kanadské #1 hity 2. října ~ 8. října 2010 6. listopadu ~ 19. listopadu 2010 | "Just The Way You Are" od Bruno Mars "The Time (The Dirty Bit)" od Black Eyed Peas |
| "Dynamite" od Taio Cruz                                                                | Australské #1 hity 27. září ~ 17. října 2010                                | "Raise Your Glass" od Pink                                                         |
| "Promise This" od Cheryl Cole                                                          | Anglické #1 hity 7. listopadu ~ 20. listopadu 2010                          | "Love You More" od JLS                                                             |
| "Like A G6" od Far East Movement                                                       | USA #1 hity 4. prosince ~ 10. prosince 2010                                 | "Raise Your Glass" od Pink                                                         |